# Reosc

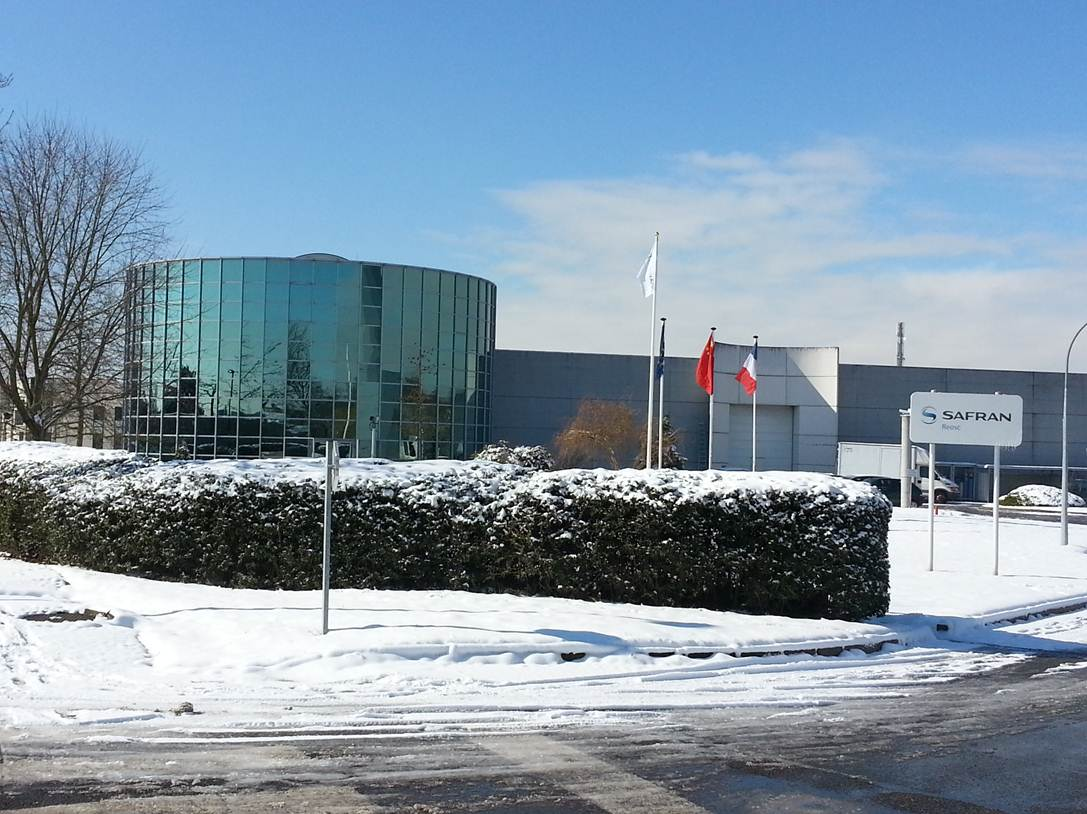
Bâtiment principal de REOSC

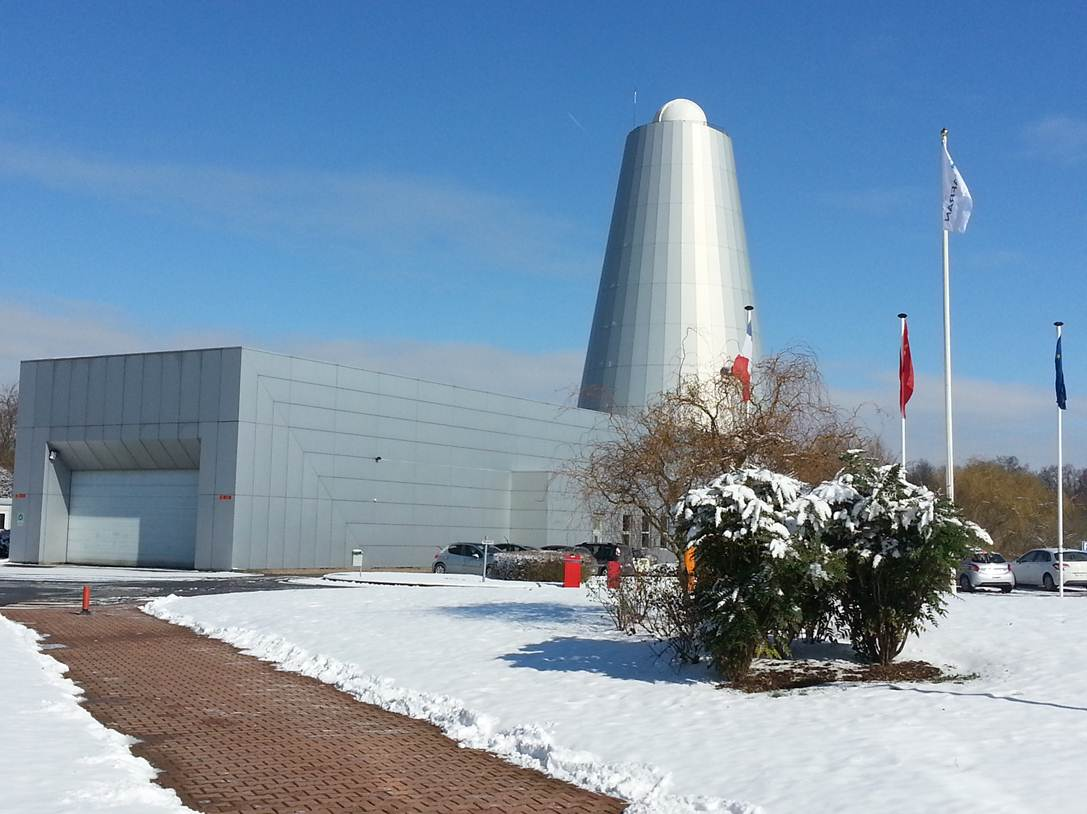
Bâtiment des grands miroirs

Reosc (acronyme de « Recherche et étude en optique et sciences connexes ») est une entreprise française fondée en 1937, filiale du groupe Safran. Reosc conçoit, réalise et intègre des optiques de haute performance pour l’astronomie, le spatial, les grands lasers ou l’industrie des semi-conducteurs dans les domaines civil et militaire.

## Historique
L'entreprise REOSC est fondée en 1937 par un groupe de scientifiques de l’Institut d'optique de Paris, parmi lesquels Henri Chrétien et Charles Fabry. La société trouve son véritable développement avec André Bayle en 1960, qui s'adjoindra la collaboration de Georges Penciolelli de l'Institut d'optique-CNRS. En 1978, REOSC est achetée par la Société de fabrication d’instruments de mesure (SFIM) par l'intermédiaire de Georges Penciolelli, fondée elle en 1947 par Marcel Ramolfo et François Hussenot, à qui l’on doit l’invention des boîtes noires. Elle n’en devient une réelle filiale qu’en 1992 lors de la fusion avec EVAP Service (réalisation de couches minces) et MTO (aluminure de miroirs). En 1996, la division optronique de la SFIM fusionne avec celle de Matra. Après le rachat par la SAGEM de la SFIM en 1999, REOSC intègre le business unit de la division Optronique de la Sagem en tant qu'établissement.
En 2005, la SAGEM fusionne avec la SNECMA pour donner naissance au groupe Safran.
Le 1er janvier 2013, REOSC devient une filiale à 100 % de Sagem Défense Sécurité, devenu Safran Electronics & Defense.

## Domaines d'activité
L'entreprise étudie, conçoit, réalise et intègre des éléments optiques de haute performance et des équipements opto-mécaniques pour quatre domaines d’activité
.

### Astronomie terrestre
L’entreprise développe et produit notamment des grands miroirs monolithiques de 4 à 8 mètres, des segments de miroirs primaires pour de très grands instruments et des systèmes de télescopes « clés en main » intégrant télescope, dôme, système de contrôle-commande, équipement de maintenance et génie civil.
Elle fournit également des équipements opto-mécaniques, des correcteurs de champ, des compensateurs de dispersion atmosphérique, ainsi que des lentilles correctrices et filtres larges pour caméras à grand champ.
Reosc a notamment produit les miroirs monolithiques de 8 mètres,, du Very Large Telescope, le miroir de 11 mètres du Gran Telescopio Canarias et les prototypes des miroirs du futur télescope de 39 mètres de l’ELT (Télescope géant européen).

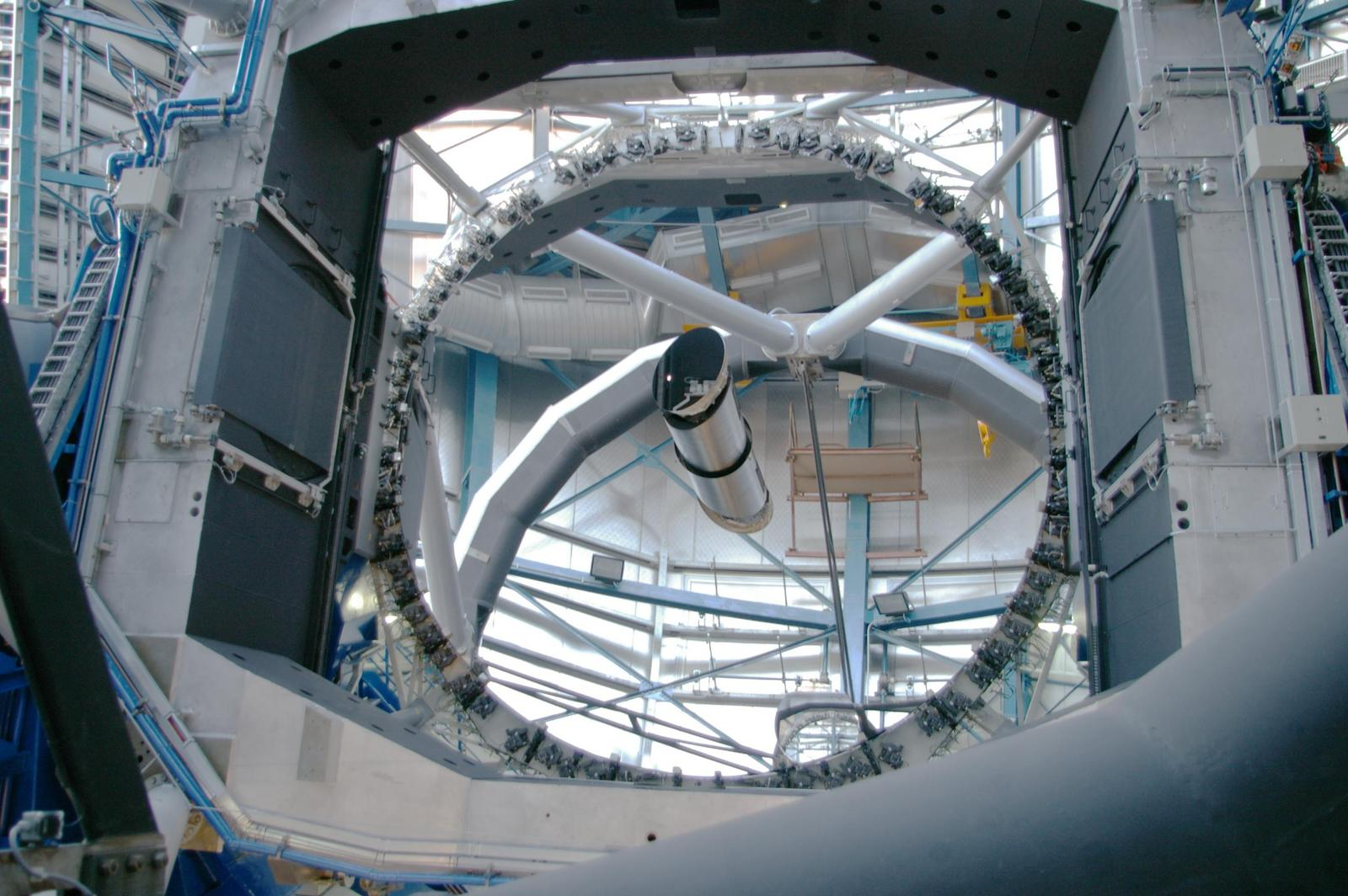
L’un des miroirs primaires du Very Large Telescope.
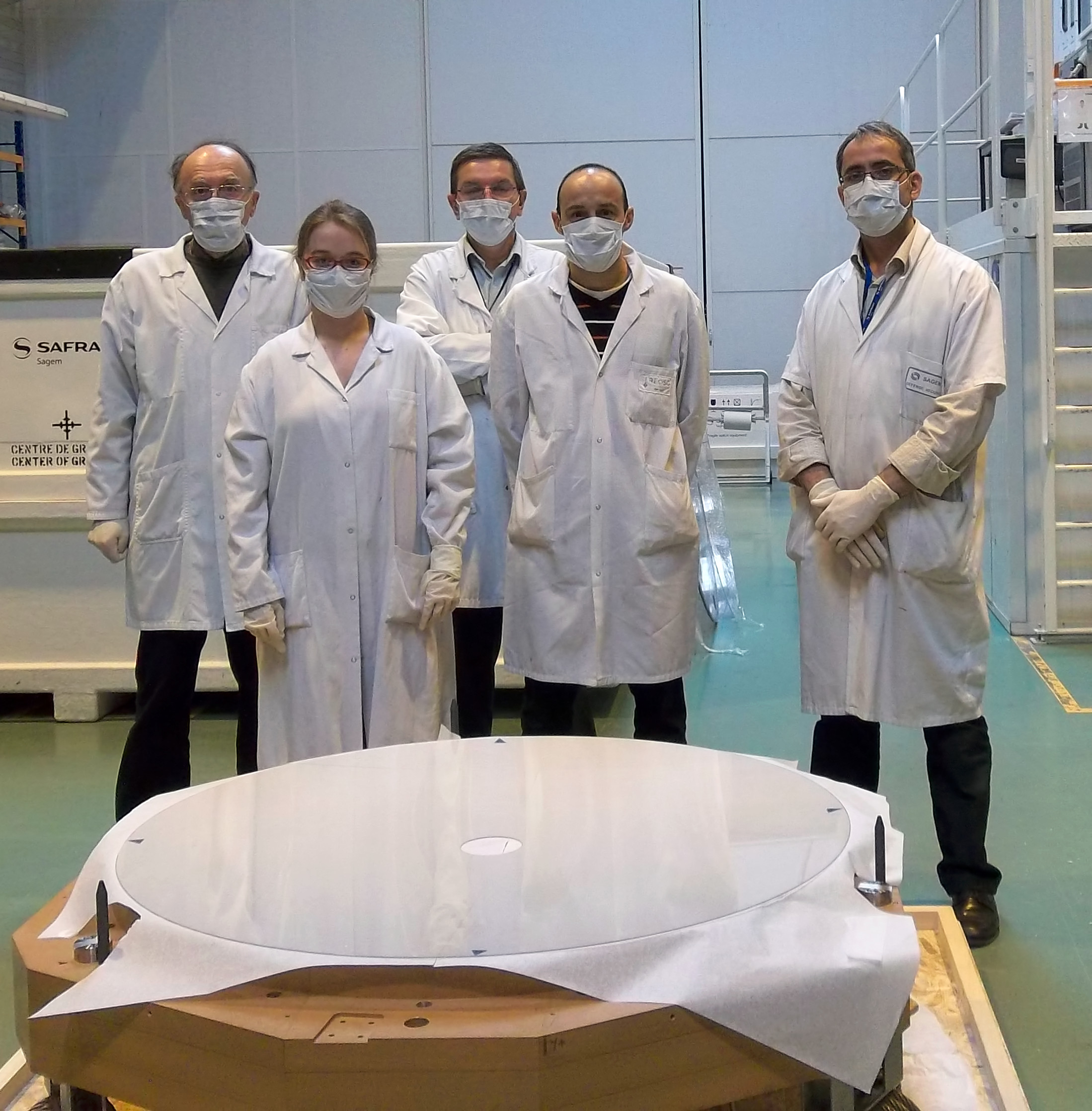
Miroir de l'optique adaptative du Very Large Telescope.
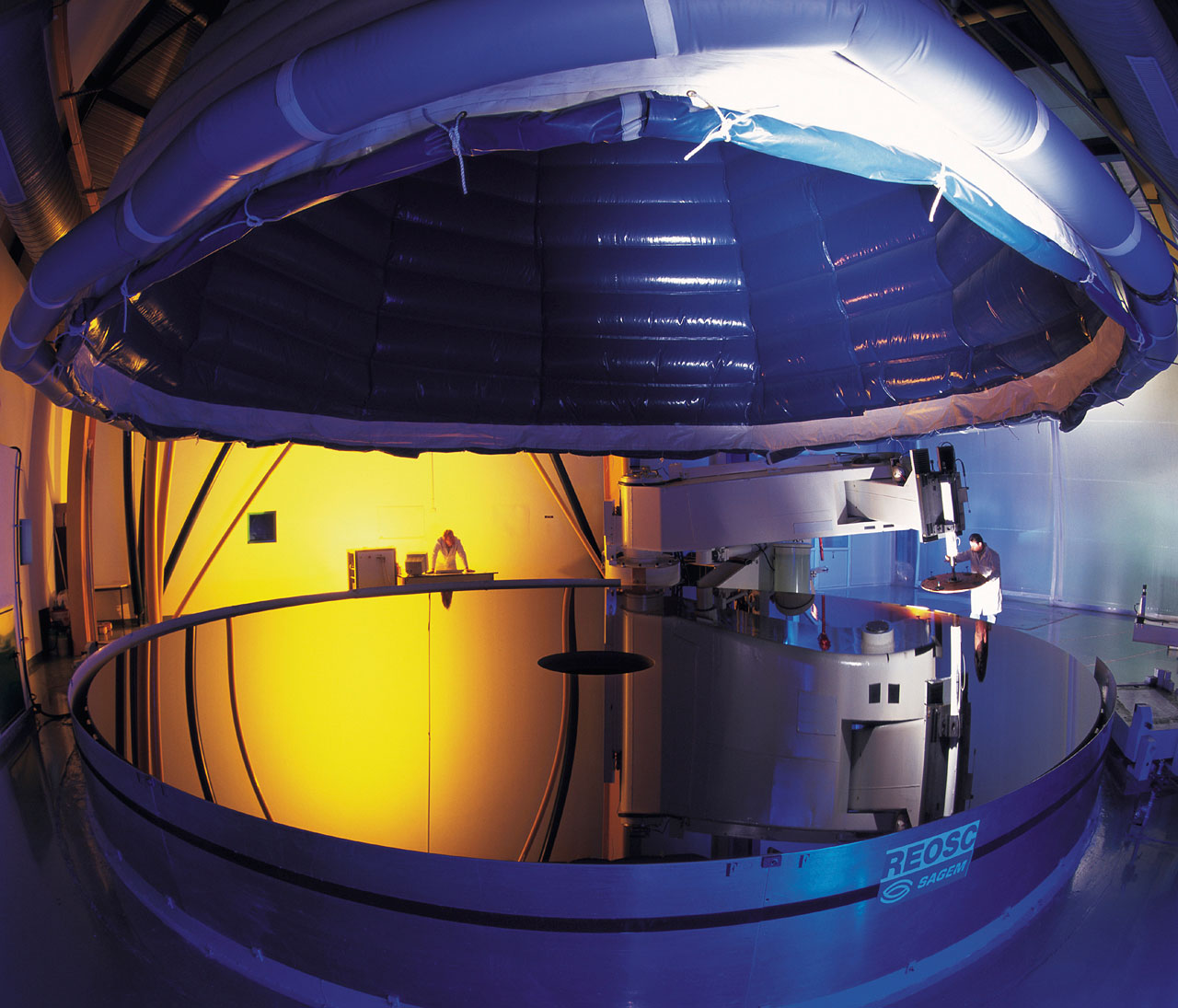
Miroir principal n°4 du Very Large Telescope.
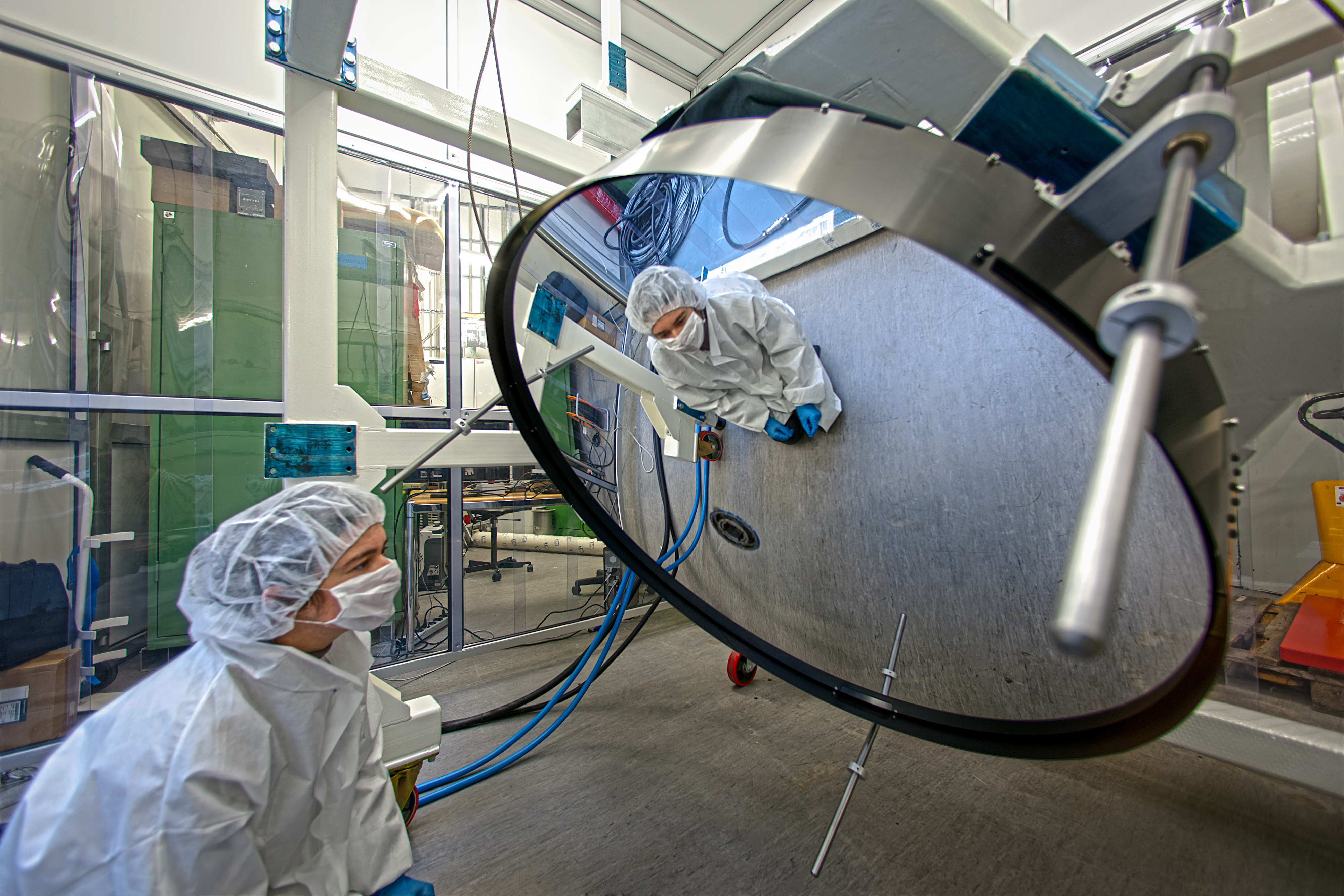
Test de miroir ultrafin au European Southern Observatory.
- Première phase de polissage du miroir primaire M1 du Very Large Telescope.

### Solutions pour satellites

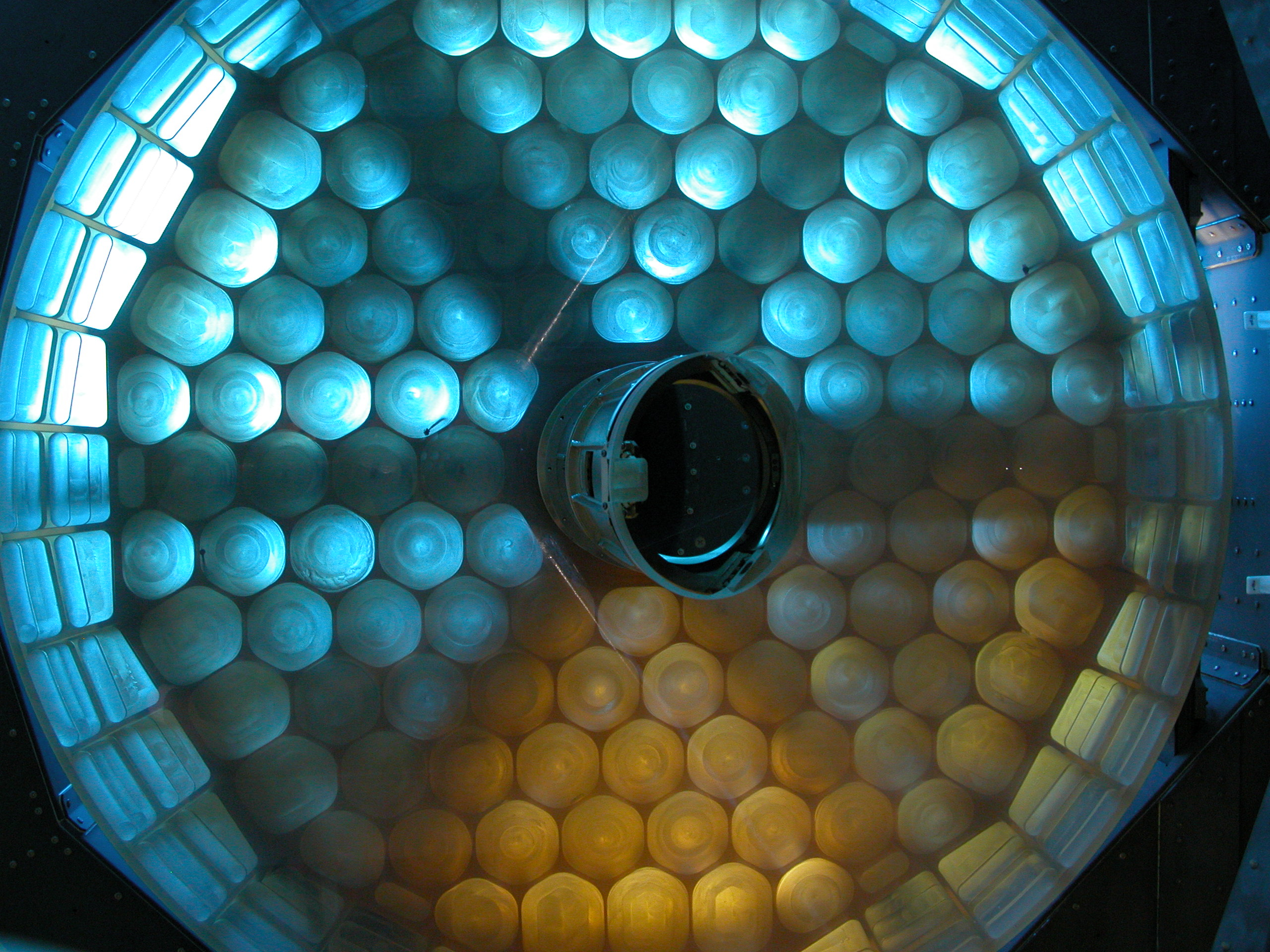
Miroir primaire du télescope SOFIA.

L’entreprise conçoit et produit des optiques spatiales, des équipements de test au sol et assure le suivi de solutions électroniques et hybrides.
Ces productions concernent les télescopes conventionnels (comprenant des miroirs allégés en vitrocéramique) tel que le télescope SOFIA pour la NASA, les télescopes de type TMA (three-mirror anastigmat), les ensembles en carbure de silicium (par exemple, Reosc a réalisé les modules optiques FOR, COL et CAM du spectrographe NIRSpec pour le télescope spatial américain James Webb), ou encore pour le satellite GAIA

### Industrie des semi-conducteurs
L’entreprise déploie des compétences spécifiques dans la réalisation des semi-conducteurs : l’ingénierie opto-mécano-thermique de haute précision, l’usinage de matériaux vitrocéramique et carbure de silicium, le polissage pour l'ultraviolet profond (deep ultraviolet, DUV) et extrême (EUV), les traitements anti-reflet pour le DUV, le montage opto-mécanique haute précision (sub-micrométrique) et haute stabilité, propreté et contamination.
Toutes ces compétences concourent au développement des applications clés pour les réalisations industrielles : collection de flux, illumination, imagerie, éléments structuraux de haute stabilité, équipements divers haute performance pour EUV et DUV.

### Systèmes optiques pour lasers à haute énergie
L’entreprise développe et produit des composants optiques et opto-mécaniques pour les instituts et grands programmes scientifiques entreprenant des recherches autour des lasers de puissance.